# Crowdtesting
Crowdtesting [kɹaʊd ˈtestɪŋ] bezeichnet das Betatesten von Software durch eine Masse von Testern über das Internet. Als Tester werden vor allem Personen angesprochen, die online Geld dazuverdienen möchten. Beim Testing wird die Intelligenz und Arbeitskraft der sogenannten Crowd (engl. für „Menschenmasse“, „Auflauf“) genutzt. So können beispielsweise Apps und Webanwendungen bereits vor der Markteinführung geprüft werden.

## Begriffsgeschichte
Historisch gesehen ist Crowdtesting ein relativ junger Begriff, der erst seit wenigen Jahren verstärkt eingesetzt wird. Es handelt sich um eine Anlehnung an den Begriff des Crowdsourcing, der 2006 von Jeff Howe und Mark Robinson (Wired) geprägt wurde.

## Vorteile
Die Crowd zeichnet sich dadurch aus, dass sie über eine Vielzahl unterschiedlicher Testgeräte (Computer, Smartphone, Tablet-PC etc.) verfügt. Da die Tester ihre eigenen Geräte einsetzen, kann die Crowd über die Masse an Testern potenziell alle Endgeräte mit sämtlichen Kombinationen aus Hersteller, Betriebssystem, Version, Browser, Provider und Displaygröße abdecken. Dadurch ist es möglich, die Kompatibilität zu möglichst vielen Endgeräten zu gewährleisten. Durch den diversifizierten Pool an Testern wird das Testen während des gesamten Software-Lebenszyklus ermöglicht, da neben klassischen funktionalen Tests für die Suche nach Fehlern (Bugs) ebenfalls spezielle Zielgruppen für Usability-Tests zugänglich gemacht werden. Ein weiterer Vorteil von Crowdtesting ist die hohe Flexibilität der Crowd, die jederzeit – auch am Wochenende – einsatzbereit ist.
Da die Tester nicht am Entwicklungsprozess beteiligt sind, sind sie unvoreingenommen gegenüber dem Produkt und sehen Verbesserungspotential, welches den eigentlichen Entwicklern durch Betriebsblindheit unter Umständen nicht auffällt. Auch bedeutet eine Auslagerung der Testabläufe eine erhebliche Kostenersparnis, da weder ein umfangreicher Gerätepark etabliert werden muss, noch inhouse-Mitarbeiter bezahlt werden müssen.

## Ablauf eines Projekts
Ein in Auftrag gegebenes Testprojekt wird von mehreren Testern parallel im Internet bearbeitet. Getestet werden neben Apps beispielsweise Onlineshops oder Browserspiele. Jeder Tester berichtet detailliert über gefundene Fehler. Je nach Anbieter fungiert ein Projektmanager als Bindeglied zwischen Tester und Entwickler. Dieser ist für die Qualitätssicherung der Ergebnisse zuständig und dient als Ansprechpartner für beide Seiten. Abschließend erhalten die Produktentwickler einen detaillierten Report.
Für ihre Leistung erhalten die Freizeitarbeiter beim Crowdtesting – im Gegensatz zu manchen Formen des Crowdsourcing – eine Gegenleistung. Dabei erhalten die Tester in der Regel abhängig von der Anzahl und dem Schweregrad der gefundenen Fehler eine leistungsabhängige Vergütung – in der Regel in Form von Geld.
Die Kommunikation zwischen Anbieter und Tester wird häufig über eine Plattform im Web 2.0 realisiert. In der Regel schreibt der Anbieter über diese Plattform einen neuen Test aus und spricht gegebenenfalls bestimmte Zielgruppen an. Falls ein Tester eine Einladung erhält, kann er sich entscheiden, ob er an dem ausgeschriebenen Test teilnehmen möchte. Nachdem der Test gestartet ist, erhalten die Tester ihre Aufgaben und haben einen bestimmten Zeitrahmen, um diese auszuführen. Ein typischer Crowdtest dauert in der Regel zwischen einem und drei Tagen. Danach erhält der Auftraggeber Zugang zu den Ergebnissen.

## Nachteile
Crowdtesting ersetzt keine End-To-End-Tests und auch keine funktionalen und nicht-funktionalen Tests, es ist nur eine weitere zusätzliche Unterstützung beim Testen.
Die Crowd Tester sehen meist nur das Verhalten in den Apps und Webanwendungen auf ihrem Endgerät und können nicht hinter die Kulissen in das Backend schauen, haben keinen zwingenden Zugriff auf die Datenbank, können nicht die Systeme überwachen ob es z. B. Speicherfresser gibt oder die Systeme optimal konfiguriert sind.
White-Box-Tests sind auch nicht möglich, da der Sourcecode allgemein nicht verfügbar ist, da sonst das Geschäftsmodell für die Konkurrenz offengelegt werden würde.